# Dechanei (Bad Wimpfen)

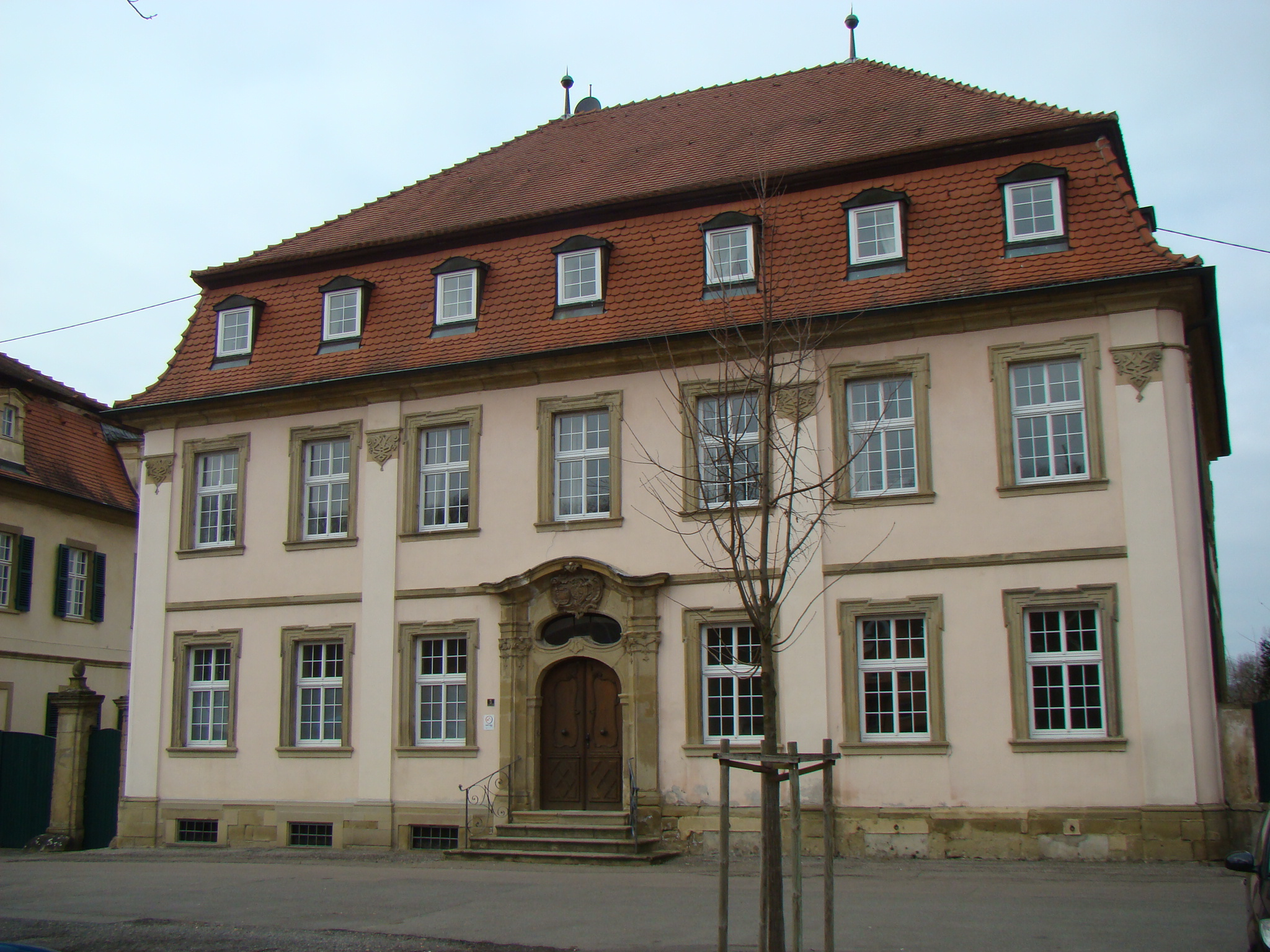
Dechanei in Bad Wimpfen

Die Dechanei in Bad Wimpfen im Landkreis Heilbronn in Baden-Württemberg zählt zum einstigen Besitz des Stifts Wimpfen. Das am Marktplatz der Talstadt gelegene Gebäude (Lindenplatz 5) war einst Sitz des Dechanten. Es steht heute als Kulturdenkmal unter Denkmalschutz.

## Geschichte
An exponierter Stelle am Marktplatz (Lindenplatz) innerhalb des Stiftsbezirks nahe der Stiftskirche St. Peter gelegen und mit vergleichsweise großer Grundstücksfläche ausgestattet, war das Anwesen wohl schon jeher der Sitz des jeweiligen Dechanten des Stifts. Eine Hoftür datiert 1603, das heutige Gebäude wurde 1763 erbaut. Es wurde zunächst vom Bauherrn, Dechant Mohr von Waldt, bewohnt. Sein Nachfolger Philipp Christoph von Hohenfeldt war wohl nur nominell Dechant in Wimpfen, wohnte aber in Bruchsal, so dass der hessen-darmstädtische Regierungsrat Stockhausen das Gebäude bei der Besitzergreifung im Dezember 1802 leer vorfand und darin sein Quartier aufschlug. Nach Aufhebung des Stifts kam die Dechanei 1803 mit dem gesamten Stiftsbesitz an die Landgrafschaft Hessen-Darmstadt bzw. 1806 an das Großherzogtum Hessen. Das Gebäude war danach Sitz des hessischen Amtmannes Dilg. Wegen der hohen Unterhaltskosten des herrschaftlich anmutenden Gebäudes wurde es 1824 mit Grundstück und Nebengebäuden vom Großherzogtum an den Gemeindeeinnehmer Weigand und damit in Privatbesitz verkauft. Zeitweise fungierte es danach als Gasthaus zur Linde.

## Beschreibung

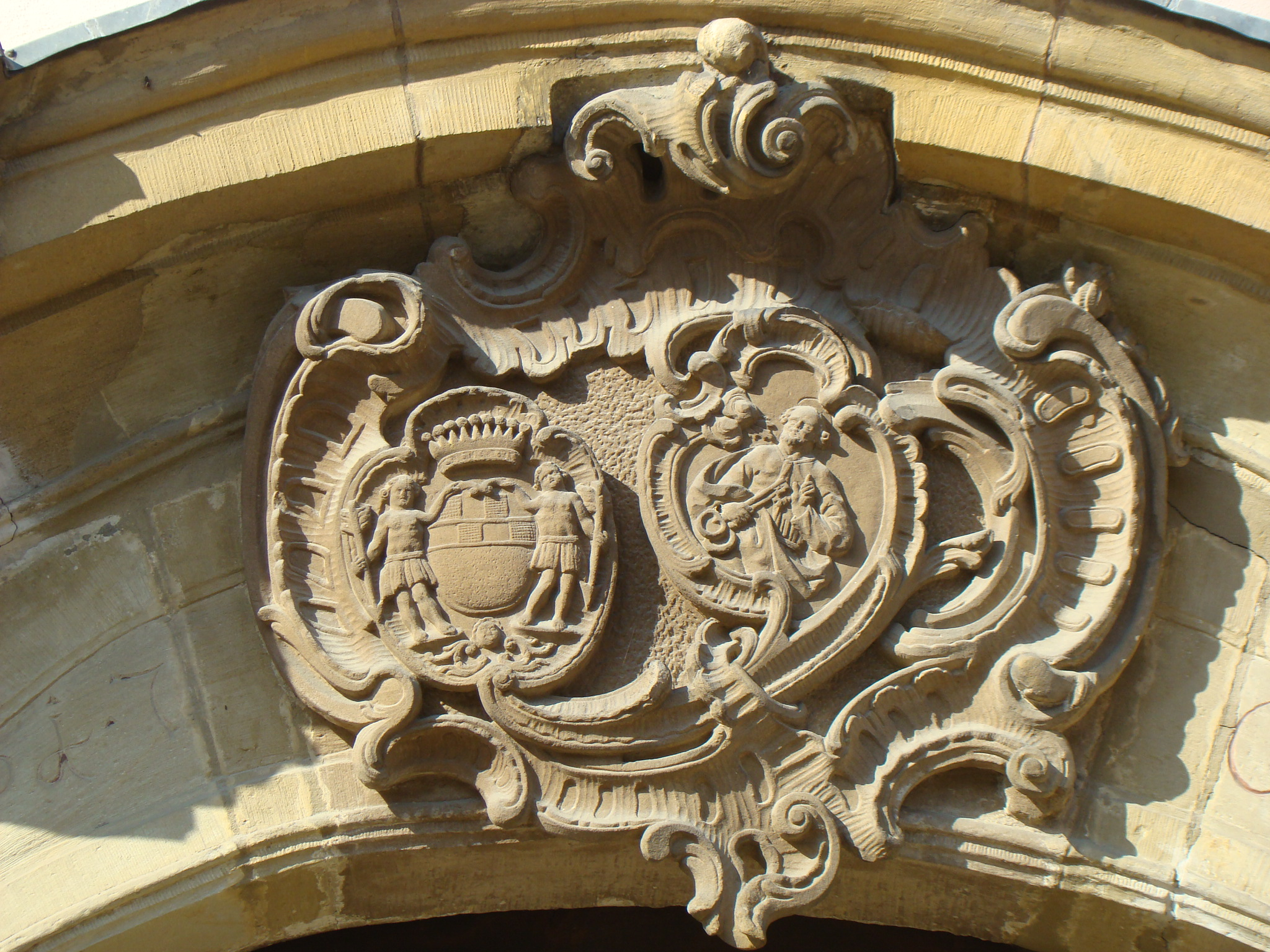
Wappenkartusche am Portal

Die Dechanei ist ein zweigeschossiges siebenachsiges massives Gebäude mit Mansarddach. Das Prunkportal zum Lindenplatz weist ein geschwungenes ovales Oberlicht mit Wappenkartusche auf. In der Kartusche befindet sich neben einer Darstellung von Petrus als Patron des Stifts das Wappen des Dechanten Mohr von Waldt, der von 1757 bis 1780 amtierte und auf den der Bau des Gebäudes, wohl als Ersatz oder Erweiterung eines bestehenden älteren Gebäudes, zurückgeht. Zu beiden Seiten der Wappenkartusche befindet sich die Datierung 1763. Das Gebäude weist außerdem profilierte Sandstein-Fenstergewände, umlaufende Gesimse sowie von Kapitellen bekrönte Pilaster auf.
Rückwärtig an die Dechanei schließen sich verschiedene Nebengebäude an. Um 1807 waren an Nebengebäuden vorhanden: ein Waschhaus, ein Schweine- und Hühnerstall, ein Pferdestall, eine Chaise-Remise, ein Stall und eine Holzremise. Zum nach hinten von der Stadtmauer der Talstadt zum Neckar hin begrenzten Anwesen zählten außerdem ein Küchengarten, ein Grasgarten und die Hofreite. Die heutigen Nebengebäude stammen im Wesentlichen aus dem 19. Jahrhundert.